# Umbilicus schmidtii
Umbilicus schmidtii är en fetbladsväxtart som beskrevs av Carl August Bolle. Umbilicus schmidtii ingår i släktet navelörter, och familjen fetbladsväxter. Inga underarter finns listade i Catalogue of Life.